# Entodon sinense
Entodon sinense là một loài Rêu trong họ Entodontaceae. Loài này được (Dixon) Lazarenko mô tả khoa học đầu tiên năm 1945.